# Metalab

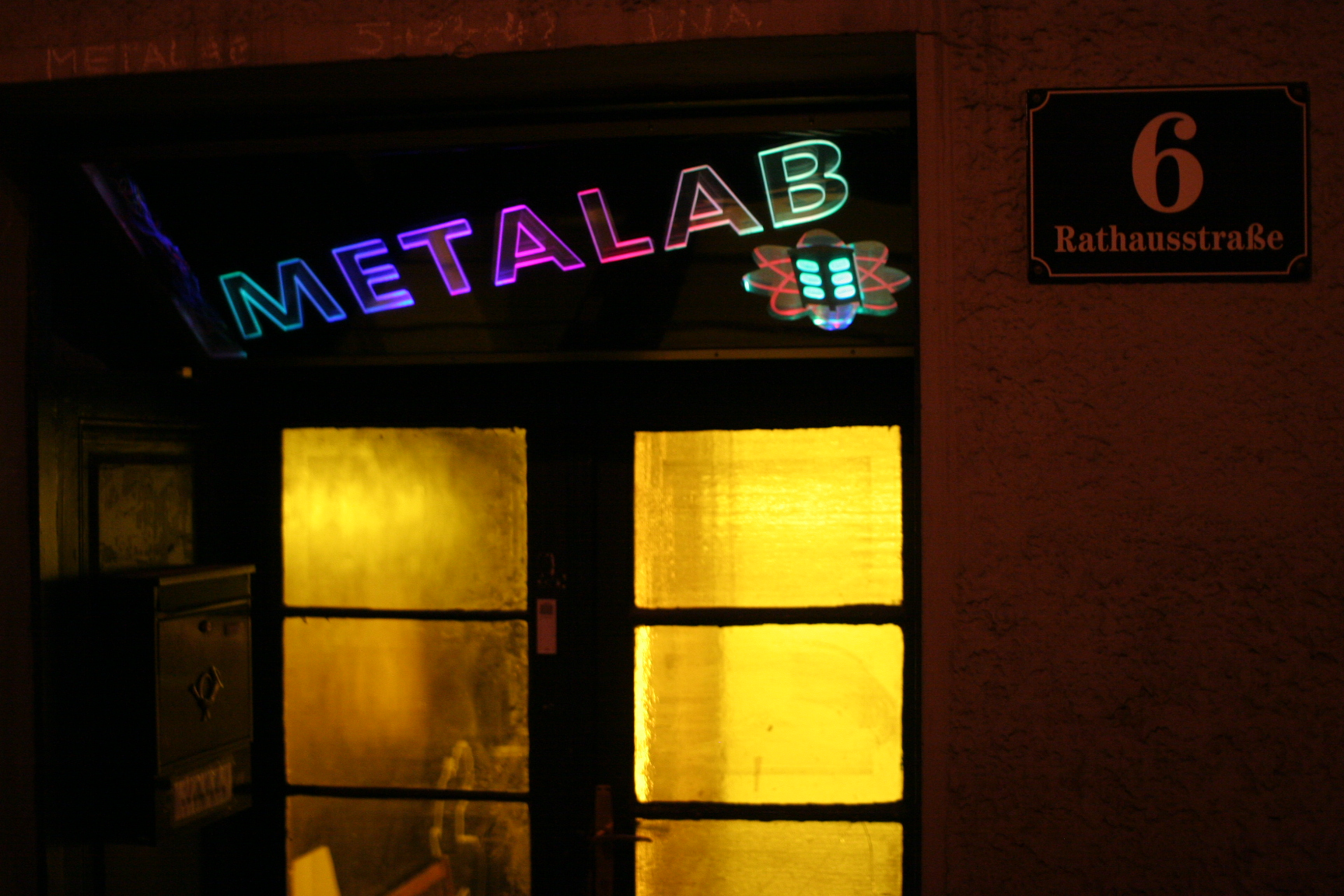
Eingang

Das 2006 gegründete Metalab ist ein Hackerspace in Wien, ein gemeinschaftlich betriebener Freiraum für Interessierte an Wissenschaft, Technologie und digitaler Kunst. Die Räumlichkeiten befinden sich in der Rathausstraße 6 in der Nähe des Wiener Rathauses. Als Verein zur Förderung der Erforschung und Bildung sozialer und technischer Innovationen – metalab bietet das Metalab eine Plattform für eine Reihe von Gruppen und Organisationen und stellt eine Nutzfläche von 220 m² zur Verfügung. Der Trägerverein finanziert sich aus Mitgliedsbeiträgen der ca. 200 Mitglieder, Sponsoring, Getränkeverkauf und (ehemals) öffentlichen Zuwendungen der Stadt Wien und des Bundesministeriums für Gesundheit, Familie und Jugend.
Mitgliedern und Gästen stehen unter anderem eine Hardwarewerkstätte, ein Elektroniklabor und Raum zum Zusammenarbeiten zur Verfügung. Das Metalab war das Zuhause des ersten europäischen YCombinator inspirierten Startup-Accelerators, YEurope und Startpunkt für mehrere österreichische Start-ups wie zum Beispiel dem Tumblelog, Soup.io und dem Online-Essensbestell-Service Mjam (inzwischen Foodora). Zudem finden fast täglich Veranstaltungen und Treffen von Interessengruppen statt. Das Metalab war zudem Veranstaltungsort für mehrere hundert Vorträge, die zum Themenbereich des Hackerspaces gehören (u. a. prominente Figuren wie Emmanuel Goldstein, Johannes Grenzfurthner, Jason Scott, Erich Möchel).

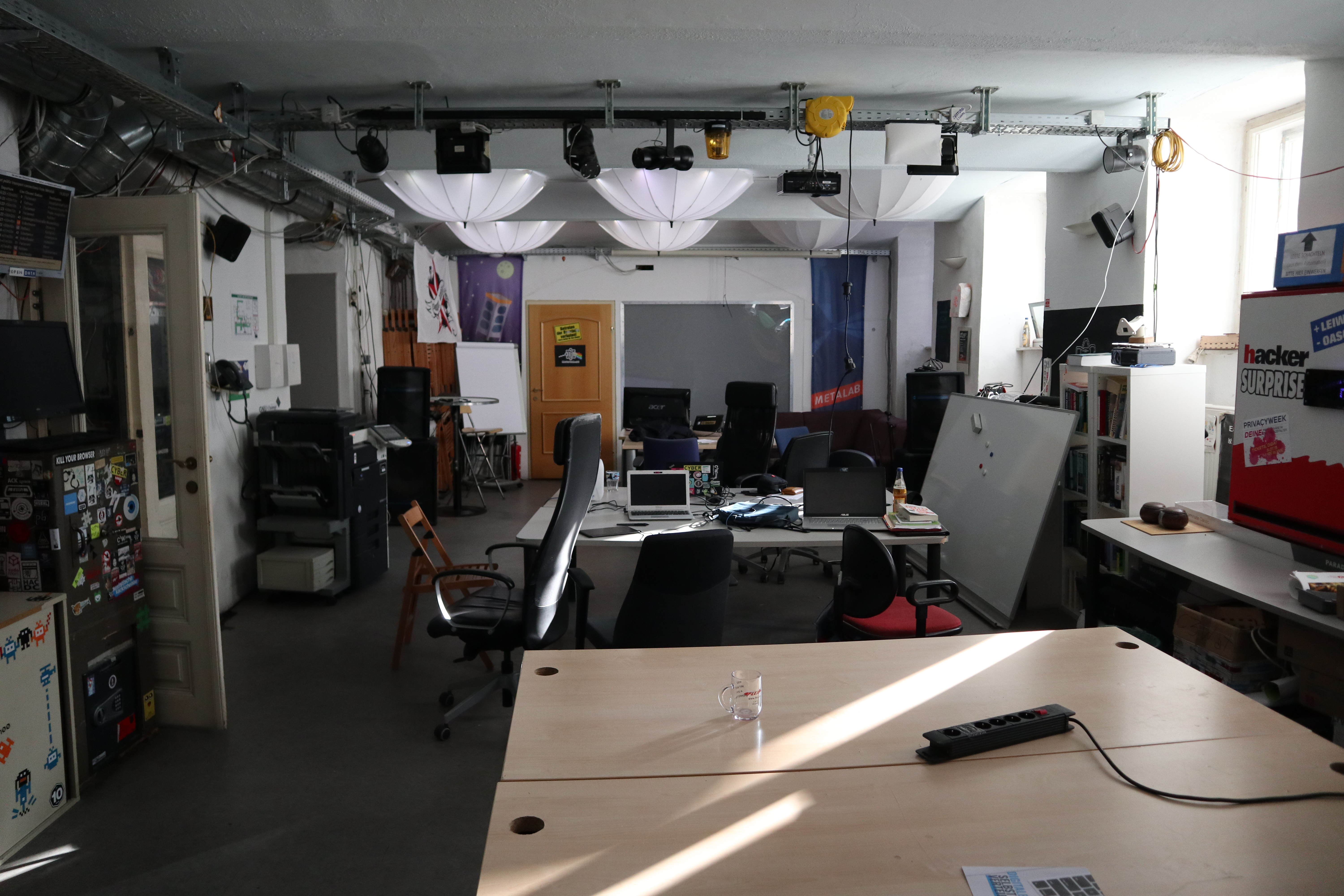
In den Räumlichkeiten des Metalabs

Das internationale Archiv „hackerspaces.org“ wurde von Metalab-Gründern gestartet. Das Metalab wird oft als Inspiration und Ausgangspunkt für die internationale Hackerspace-Bewegung zitiert.